# Хитриченко Іван Олександрович
Іван Олександрович Хитриченко (23 березня 1903, Веприн, Радомисльський повіт, Київська губернія, Російська імперія — 19.12.1989, Київ, УРСР, СРСР) — український радянський партизан.

## Життєпис
Народився 25 жовтня 1903 року в селі Веприн Радомисльського повіту Київської губернії Російської імперії, нині Радомишльського району Житомирської області України.
Вже у віці 12 років працював на лісозаводі кочегаром, а згодом машиністом. У 1924 році був прийнятий до комсомолу. У 1927 році, під час проходження служби в Червоній армії, став членом партії. Після демобілізації, у 1928 році, Сталінський райком партії Києва направив його до органів міліції, де він обіймав посади старшого міліціонера, потім — помічника голови відділення.
У 1930 році Хитриченко закінчив Київську школу міліції керівного складу, після чого обіймав посади у Канівському райвідділі міліції, в обласному Управлінні міліції, був секретарем парткому Київського гарнізону міліції. У 1934 році закінчив Московську школу міліції вищого керівного складу та за розподіленням був призначений у місто Миколаїв на посаду заступника голови міського Управління міліції за політчастиною.
Наприкінці 1934 року за партійною мобілізацією був призначений головою політвідділу Городоцької районної машинно-тракторної станції Вінницької області. Після того працював заступником директора Смотричеської МТС за політчастиною.
З квітня 1937 року Хитриченко працював другим, потім — першим секретарем Дунаєвецького райкому КП(б)У. На початку серпня 1938 року був призначений секретарем обкому партії з ідеологічної праці, але незабаром був заарештований за звинуваченням у належності до правотроцькістської організації. У січні 1939 року Хитриченко був визнаний невинним та звільнений.

### Радянсько-німецька війна
Війна застала його в Києві, де він служив головою 10-го відділення міліції на Деміївці.
Деякий час Хитриченко служив у німецькому поліційному підрозділі, який охороняв радянських полонених офіцерів. Був призначений головою варти, але при цьому, за власними твердженнями, займався саботажем та влаштував втечі військовополонених.
Згодом за рішенням підпільного міськкому партії з групою товаришів відбув у Житомирську область, де створив партизанський загін.
У березні 1943 року відбулася його зустріч із командиром партизанського з'єднання С. А. Ковпаком. У зв'язку з відходом Ковпака у Карпатський рейд Хитриченко був призначений виконувачем обов'язків голови штабу партизанського руху в Київській області. Пізніше його партизанський підрозділ було передано у склад 13-ї армії, а сам Хитриченко був призначений заступником наркома НКВС УРСР по міліції. До праці приступити не встиг — був заарештований та засуджений на 10 років.
У сучасній українській пресі проти Хитриченко висувалися звинувачення в тому, що він більшу частину війни активно співпрацював з окупантами і був винний в арешті більшості членів підпільних угруповань, в яких він брав участь.

### Повоєнні роки
В 1954 р. Хитриченко було звільнено та цілком реабілітовано. Партійний стаж поновлено та визнано безперервним. Він повернувся до Києва, де працював у Київському трамвайному депо начальником відділу. Займався громадською діяльністю — був лектором міського товариства «Знання».
Помер 19 грудня 1989 року та був похований на Биківнянському цвинтарі (селище Биківня). Нагороджений багатьма медалями. Його дочка, Людмила Хитриченко-Боліла, свого часу доклала багато зусиль для його реабілітації.

## Вшанування пам'яті
- У селі Веприн Радомишльського району на його честь відкрито меморіальну дошку[1][5].
- У селі Кодра Радомишльського району діє музей його імені.
- У Києві середню школу № 13 названо його іменем[6].